# رود روذرفورد
رود روذرفورد (بالإنجليزية: Rod Rutherford)‏ هو لاعب كرة قدم أمريكية أمريكي، ولد في 12 ديسمبر 1980 في بيتسبرغ في الولايات المتحدة.